# 伯山カレンの反省だ!!
『伯山カレンの反省だ!!』（はくざんカレンのはんせいだ）は、2019年4月7日（6日深夜）から2021年3月21日（20日深夜）までテレビ朝日で放送されていたバラエティ番組。放送開始時のタイトルは『松之丞カレンの反省だ!』（まつのじょうカレンのはんせいだ）。

## 概要
基本的な内容は神田伯山がロケに行き、その様子を滝沢カレンと共にスタジオで見返し、自分のロケ中の振る舞いを反省する。滝沢がロケに行く場合もあり。しかし、2020年より世界的に猛威を振るっている2019年新型コロナウイルスの影響によりロケが激減し、リモート放送を経てスタジオにゲストを招いてトークをするのが主体となっている。
前名の「神田松之丞」時代に『松之丞カレンの反省だ!』（まつのじょうカレンのはんせいだ）として開始。松之丞にとっては、地上波初の冠番組およびレギュラー番組であり、滝沢が出演していた唯一のレギュラー番組でもある。
2019年4月7日から7月28日までの放送は特番扱いであり、正式なレギュラー放送の開始は同年10月6日からである。
2020年2月9日の放送内で、松之丞の6代目・神田伯山襲名（2月11日）に伴い、2月16日放送分から番組名が『伯山カレンの反省だ!!』へ変更された。
2021年3月21日の放送をもって終了。最後は伯山による特別講談「伯山カレン物語」で2年間の幕を閉じた。

## 出演者
- 神田伯山（2020年2月9日までは「神田松之丞」名義で出演）
- 滝沢カレン

## 放送日程

### 2019年
| 1  | 04月07日 | SKE48須田亜香里の神握手を体験だ！ | 特番放送開始。                                  |
| 2  | 04月14日 | 花田優一の靴工房に潜入だ！ |                                                 |
| 3  | 04月21日 | 会員制高級焼肉店で現場ピリピリ!?松之丞大反省！ |                                                 |
| 4  | 04月28日 | 今話題の芸能事務所へ潜入！が失礼連発でまた大反省！ | 0:55 - 1:20に放送。                             |
| 5  | 05月05日 | 滝沢カレンと浅草を街ブラしたら大反省 |                                                 |
| 6  | 05月12日 | 浅草仲見世通りを街ブラロケして大反省！ |                                                 |
| 7  | 05月19日 | 占いで有名な大泉の母に相談して大反省!? |                                                 |
| 8  | 06月02日 | 世界で唯一!?戦国メイドカフェに潜入だ！ |                                                 |
| 9  | 06月09日 | 最新トレーニングを体験で滝沢カレン大爆笑!? |                                                 |
| 10 | 06月16日 | 六本木人気ショークラブ潜入で松之丞メロメロ!? |                                                 |
| SP | 06月22日 | 双子大食い姉妹&(秘)個室エステ…怪しい美女に突撃だSP 総再生回数 8000万 超大食い女子 はらぺこツインズ裏側初公開 一瞬で顔がマイナス(秘)センチ!? 激痛コルギ体験 スパイ養成学校の秘術!? 忍者マッサージで奇跡 | 初のスペシャル放送。土曜23:15 - 翌0:05に放送    |
| 11 | 06月23日 | 神田松之丞の講談会に滝沢カレンが潜入！珍発言連発!? | [ 注釈 2 ]                                      |
| 12 | 06月30日 | 平野レミのアシスタントに挑戦するもタジタジ!? |                                                 |
| 13 | 07月07日 | ファーストクラス体験施設で神田松之丞ご乱心!? | 0:55 - 1:20に放送。                             |
| 14 | 07月14日 | 原宿の神と王に会いに行って大失言連発!? |                                                 |
| 15 | 07月28日 | 芸能人初!?カレンの雑誌撮影現場に潜入して大反省！ | 特番放送最終回。0:55 - 1:20に放送。             |
| SP | 09月21日 | どうかエネルギーを下さい！徹子の部屋&ゼロ磁場に潜入SP 「徹子の部屋」伝説の打ち合わせに潜入だ！ 秘境に人が殺到！ 奇跡のスポット 長野県・ゼロ磁場に潜入だ！                                              | スペシャル放送第2弾。土曜23:15 - 翌0:05に放送。 |
| 16 | 10月06日 | SPで訪れたゼロ磁場に効果はあるのか!?宝くじ挑戦だ！ | レギュラー放送開始。0:40 - 1:05に放送。         |
| 17 | 10月20日 | 渋谷ギャルカフェに潜入して松之丞タジタジ!? |                                                 |
| 18 | 10月27日 | カリスマ熱波師とサウナ体験で松之丞悶絶!? |                                                 |
| 19 | 11月10日 | マナー講座を体験だ！ |                                                 |
| 20 | 11月17日 | 人気ユーチューバー亀田史郎に密着!! | 0:40 - 1:05に放送。                             |
| 21 | 11月24日 | カレンの為にシュワちゃんのサインゲット!?松之丞奔走！ |                                                 |
| 22 | 12月08日 | 最新美容家電で松之丞つるつるに!? |                                                 |
| 23 | 12月15日 | 花田優一の新靴工房に潜入だ！ |                                                 |
| 24 | 12月22日 | YouTuber美奈子に密着…が予想外の結末に!? |                                                 |

### 2020年
| 25 | 01月12日 | 超大物ゲストを交えてスタジオトークだ！                                                     | 花田優一                                               | |
| 26 | 01月19日 | カレンが大好き！ずんの飯尾が登場で大爆笑!?                                                 | 飯尾和樹(ずん)                                         | |
| 27 | 01月26日 | 大手ラーメン店社長のYouTube撮影密着でマジ反省!?                                            |                                                        | |
| 28 | 02月09日 | 浜口京子登場でいつも以上にカオスなスタジオに!?                                             | 浜口京子                                               | 「松之丞カレンの反省だ!」のタイトルでは最後の放送。                                                                                         |
| 29 | 02月16日 | 滝沢カレン&浜口京子大暴走!?                                                                | 浜口京子                                               | この週から「松之丞カレンの反省だ!」改め「伯山カレンの反省だ!!」にタイトル変更。                                                             |
| 30 | 02月23日 | 襲名パーティでカレン節炸裂!!                                                               |                                                        | |
| 31 | 03月01日 | AKB48峯岸みなみと!?                                                                        |                                                        | |
| 32 | 03月08日 | 美女ぞろいのスパでデレデレ？                                                               |                                                        | |
| 33 | 03月15日 | 花田優一靴納品!?SP                                                                         |                                                        | |
| 34 | 03月22日 | 魔法学院に潜入！                                                                           |                                                        | 0:20 - 0:45に放送。 |
| 35 | 04月05日 | 伯山を好きな(秘)ゲストとロケだ！                                                           | ホラン千秋                                             | 0:20 - 0:45に放送。 |
| 36 | 04月12日 | 今夜は爆笑仲良しトークが炸裂！                                                             |                                                        | |
| 37 | 04月19日 | 芸能界イチモテ女だった芹那とセルフエステで大爆笑!?                                         | 芹那                                                   | |
| 38 | 04月26日 | 滝沢カレンが選ぶヤバいロケSP!                                                              |                                                        | |
| 39 | 05月10日 | 初めてのリモート収録で大混乱!?                                                             | 川原ひろし 花田優一 美奈子ファミリー アンナ あやてぃむ | コロナウイルスのため、伯山は自宅、カレンは事務所で、 それぞれリモート収録。ゲストもそれぞれリモートで参加した。                             |
| 40 | 05月17日 | リモート収録後半戦！&ゆるゆるトーク企画！                                                  | 川原ひろし 花田優一 美奈子ファミリー アンナ あやてぃむ | カレンが『徹子の部屋』に出演した時の映像。レギュラー二人の 幼少期〜青春期の写真紹介。カレンの新曲（HIPHOP ver.）紹介。                      |
| 41 | 05月24日 | あの方が伯山カレンに愛のムチだ！                                                           | ホラン千秋                                             | 5月13日はカレンの誕生日ということでサプライズとして、 鈴木敏夫（スタジオジブリ代表取締役）からのメッセージとDVDがカレンにプレゼントされた。 |
| 42 | 06月07日 | スタジオトークで大爆笑！カレンの変顔は必見！                                               |                                                        | |
| 43 | 06月14日 | ナイツが登場！浅草芸人をプレゼンだ！                                                       | ナイツ                                                 | |
| 43 | 06月21日 | おじさん3人の赤裸々トークにカレン赤面!?                                                    | コウメ太夫 スギちゃん                                  | |
| 44 | 07月05日 | カレンを大好き！丸山桂里奈登場でスタジオ大混乱!?                                           | 丸山桂里奈                                             | |
| 45 | 07月12日 | 祝結婚！武田真治とロケで伯山失礼連発…!?                                                    | 武田真治                                               | |
| 46 | 07月19日 | スピードワゴン小沢登場！MCの奔放さに小沢困惑!?                                             | 小沢一敬（スピードワゴン）                             | |
| 47 | 07月26日 | 占い芸人島田秀平がスタジオに登場！2人の運勢を占うが…!!                                     | 島田秀平                                               | |
| 48 | 08月02日 | 伯山がMattメイク挑戦でカレン大爆笑!!                                                       | Matt ダレノガレ明美                                    | |
| SP | 08月02日 | カレンの年一ラーメン大決定SP！奇跡が起きる…!? 滝沢カレンの年に1回の贅沢 ご褒美ラーメンだ！ | ホラン千秋 ギャル曽根 丸山桂里奈 浜口京子              | 約10か月ぶりのスペシャル放送第3弾。 しかも今回はレギュラー放送と同じ日付（23:25 - 0:20）の放送となった。                                    |
| 49 | 08月16日 | 広瀬香美のボイトレに伯山撃沈!?                                                             | 広瀬香美                                               | |
| 50 | 08月30日 | 花田優一とバンクシー展潜入！またまた失礼連発!?                                             | 花田優一                                               | |
| 51 | 09月06日 | 島田秀平リベンジマッチだ！が、結局振り回される…!?                                          | 島田秀平                                               | |
| 52 | 09月13日 | SKE48須田亜香里の自宅に潜入！がまたまた失礼連発!?                                          | 須田亜香里（SKE48）                                    | |
| 53 | 09月20日 | 齋藤飛鳥登場で伯山カレン大興奮!!                                                           | 齋藤飛鳥（乃木坂46）                                   | |
| 54 | 09月27日 | 齋藤飛鳥&島田秀平未公開トーク集！                                                          |                                                        | |
| 55 | 10月11日 | ハリウッドザコシショウと金田朋子と異次元トークだ！                                         | ハリウッドザコシショウ 金田朋子                        | |
| 56 | 10月18日 | ブーム真っ最中のキャンプに挑戦！…が、今夜も大反省!!                                        | 西村瑞樹（バイきんぐ） じゅんいちダビッドソン          | |
| 57 | 10月25日 | みやぞん登場！カレンと神業の共演!?                                                         | みやぞん（ANZEN漫才）                                  | |
| 58 | 11月08日 | 三四郎小宮登場！が、グダグダすぎるトークに大反省!?                                         | 小宮浩信（三四郎）                                     | |
| 59 | 11月15日 | 東野幸治登場でスタジオ大荒れ!?                                                             | 東野幸治                                               | |
| 60 | 11月22日 | 東野幸治が伯山カレンにクレームだ！後半戦！                                                 | 東野幸治                                               | |
| 61 | 12月06日 | ふなっしー登場！最近の事情を深掘りだ！                                                     | ふなっしー                                             | 0:45 - 1:10に放送。 |
| 62 | 12月13日 | 今超人気のJO1とスターダンスに挑戦だ！                                                      | JO1                                                    | |
| 63 | 12月20日 | アミーゴこと鈴木亜美とBE TOGETHERだ！                                                      | 鈴木亜美                                               | |

### 2021年
| 64 | 01月10日 | まさかの放送事故!?空気階段もぐらに密着だ！  | 鈴木もぐら（空気階段） | |
| 65 | 01月17日 | 脳科学者中野信子が2人の行動を丸裸に！       | 中野信子               | |
| 66 | 01月24日 | 速水もこみちと男の料理に挑戦だ!!            | 速水もこみち           | |
| 67 | 02月07日 | 島田秀平3度目の登場！今度こそリベンジ!?     | 島田秀平               | |
| 68 | 02月21日 | 伯山の憧れ！今田耕司が全力で登場だ！        | 今田耕司               | |
| 69 | 03月07日 | 今田耕司…東野幸治…齋藤飛鳥…ゲスト傑作選SP！ |                        | 当初、2021年2月14日は「傑作選」として 東野幸治がゲスト出演した回を再編集して放送する予定だったが 13日夜に発生した福島県沖地震の緊急報道特番を放送したため、急遽休止となった。 |
| 70 | 03月14日 | 笑福亭鶴瓶登場！超大御所に失礼連発!?        | 笑福亭鶴瓶             | 0:30 - 0:55に放送。 |
| 終 | 03月21日 | 伯山爆笑!?カレン激怒!?笑って泣ける最終回!!  |                        | 0:15 - 0:40に放送。 |

## ネット局
| 放送対象地域 | 放送局                | 系列           | 放送日時                     | 放送開始日     | ネット状況 | 備考        |
| ------------ | --------------------- | -------------- | ---------------------------- | -------------- | ---------- | ----------- |
| 関東広域圏   | テレビ朝日（EX）      | テレビ朝日系列 | 日曜 0:05 - 0:30（土曜深夜） | 2019年10月6日  | 制作局     | 制作局      |
| 宮城県       | 東日本放送（KHB）     | テレビ朝日系列 | 日曜 0:05 - 0:30（土曜深夜） | 2019年10月6日  | 同時ネット |             |
| 秋田県       | 秋田朝日放送（AAB）   | テレビ朝日系列 | 日曜 0:05 - 0:30（土曜深夜） | 2019年10月6日  | 同時ネット |             |
| 山形県       | 山形テレビ（YTS）     | テレビ朝日系列 | 日曜 0:05 - 0:30（土曜深夜） | 2019年10月6日  | 同時ネット |             |
| 沖縄県       | 琉球朝日放送（QAB）   | テレビ朝日系列 | 日曜 0:05 - 0:30（土曜深夜） | 2019年10月6日  | 同時ネット |             |
| 新潟県       | 新潟テレビ21（UX）    | テレビ朝日系列 | 日曜 0:05 - 0:30（土曜深夜） | 2019年11月10日 | 同時ネット | [ 注釈 8 ]  |
| 青森県       | 青森朝日放送（ABA）   | テレビ朝日系列 | 月曜 1:15 - 1:40（日曜深夜） | 2020年4月5日   | 遅れネット |             |
| 福島県       | 福島放送（KFB）       | テレビ朝日系列 | 土曜 13:55 - 14:25           | 2019年10月6日  | 遅れネット | [ 注釈 9 ]  |
| 岩手県       | 岩手朝日テレビ（IAT） | テレビ朝日系列 | 金曜 0:50 - 1:15（木曜深夜） | 2019年11月1日  | 遅れネット | [ 注釈 10 ] |
| 長野県       | 長野朝日放送（abn）   | テレビ朝日系列 | 土曜 1:15 - 1:45 (金曜深夜)  | 2020年10月24日 | 遅れネット | [ 注釈 11 ] |
| 石川県       | 北陸朝日放送（HAB）   | テレビ朝日系列 | 日曜 23:55 - 0:20            | 2020年1月5日   | 遅れネット | [ 注釈 12 ] |
| 中京広域圏   | メ〜テレ（NBN）       | テレビ朝日系列 | 日曜 1:03 - 1:28（土曜深夜） | 2019年10月20日 | 遅れネット | [ 注釈 13 ] |
| 愛媛県       | 愛媛朝日テレビ（eat） | テレビ朝日系列 | 日曜 0:05 - 0:30（土曜深夜） | 2020年7月18日  | 遅れネット | [ 注釈 14 ] |
| 熊本県       | 熊本朝日放送（KAB）   | テレビ朝日系列 | 月曜 0:00 - 0:25（日曜深夜） | 2019年10月5日  | 遅れネット | [ 注釈 15 ] |
| 鹿児島県     | 鹿児島放送（KKB）     | テレビ朝日系列 | 水曜 1:20 - 1:50（火曜深夜） | 2019年10月30日 | 遅れネット | [ 注釈 16 ] |
| 富山県       | 北日本放送（KNB）     | 日本テレビ系列 | 水曜 1:29 - 1:54（火曜深夜） | 2019年11月6日  | 遅れネット | [ 注釈 17 ] |

- 全編ローカルセールス枠のため、通常時同時ネット局でも、週によっては自主編成を行う場合があり、その場合は時差ネットまたは臨時非ネットとする場合があった。

### 過去のネット局
- 北海道：北海道テレビ - 日曜 0:10 - 0:35（土曜深夜）[注釈 18]、2019年10月7日（10月6日深夜） - 2020年6月7日（6月6日深夜）
- 近畿広域圏：朝日放送テレビ - 日曜 1:15 - 1:40（土曜深夜）、2019年10月20日（10月19日深夜） - 2020年3月29日（3月28日深夜）
- 広島県：広島ホームテレビ - 日曜 0:10 - 0:35（土曜深夜）同時ネット、2019年10月6日 - 2020年3月29日（3月28日深夜）。以降、不定期放送。
- 大分県：大分朝日放送 - 日曜 0:10 - 0:35（土曜深夜）同時ネット、2019年10月6日 - 2020年3月29日（3月28日深夜）
- 福岡県：九州朝日放送 - 日曜 10:25 - 10:50、2020年4月12日 - 2020年6月28日。以降、不定期放送。
- 山口県：山口朝日放送 - 土曜 9:30 - 9:55、2019年10月6日 - 2020年9月[注釈 19]

## スタッフ
- ナレーター：小野寺一歩
- 構成：小野高義、植田将崇、水野英昭、安田聡太
- カメラ：高橋広
- 照明：弓削和幸
- デザイン：森永牧子
- 美術進行：三木晴加
- 編集：山本良、吉川、舘田、佐々木、並松
- MA：前田悠貴
- 音効：岡田純一
- ロゴデザイン：ODDJOB
- 編成：田中真由子
- 宣伝：西田沙希
- デスク：原利加子
- 技術協力：TSP、テレテック、麻布プラザ、テイクシステムズ、MABU
- 美術協力：テレビ朝日クリエイト、川口かつら
- 撮影協力：新宿FU-
- 制作協力：メディアプルポ、ヴィジュアルボイス
- AD：小杉賢、吉村直暢、井関雅之、石田佳己、中野桜、宮本晃帆、池田葵、正寶奈都貴、古田惇也
- ディレクター：竹本聡志、阿部和孝、扇山篤司、有賀響平、岡本圭太、長谷川博己
- プロデューサー：新田良太、藤澤明季子、平出さとし、馬場哉
- 演出・プロデューサー：高橋佑輔
- ゼネラルプロデューサー：寺田伸也
- 制作著作：テレビ朝日